# Bettisia Gozzadini
Bettisia Gozzadini, o Bitisia Gozzadina, o ancora Bettina Gozzadini (Bologna, 1209 – Bologna, 2 novembre 1261), è stata una giurista italiana, citata in diverse cronache e libri di storia di Bologna, a partire dal XVI secolo, come "dottoressa" e insegnante di diritto dell'Università di Bologna, e in pubblicazioni del XX e XXI secolo indicata frequentemente come la prima donna laureata dello Studium e forse del mondo.
Dalla seconda metà del XVIII secolo il suo titolo di laurea è stato posto in dubbio e, a causa dell'assenza di documentazione ufficiale, nel corso dei secoli alcuni testi hanno messo in discussione la stessa sua esistenza, ritenuta una sorta di leggenda.

## Biografia
Dalla Historia di Bologna (1596) del frate e storico Cherubino Ghirardacci, vissuto nel XVI secolo, nel quale vengono riportate le prime notizie biografiche su Bettisia Gozzadini, si apprende che nacque nel 1209 dalla famiglia bolognese dei Gozzadini.
Di tradizione guelfa, i Gozzadini erano noti in città per i loro commerci, i possedimenti e l'attività bancaria; verso la fine del XIII secolo parteciparono al governo della città, raggiungendo l'apogeo nel XV secolo, quando vennero loro conferiti numerosi titoli nobiliari, e nei decenni successivi consolidarono il loro prestigio dopo l'elezione di papa Giulio II. Oltre che per le loro attività economiche e le cariche pubbliche, i Gozzadini brillarono come studiosi emeriti nel campo del diritto e della medicina: nel corso del XV secolo diversi membri della famiglia - Bartolomeo, Lodovico, Boezio, Gozzadino, Michelangelo e Scipione - acquistarono fama come giureconsulti e magistrati e insegnarono nello studio bolognese, mentre Francesco, Giovanni e Lorenzo fecero carriera come medici e chirurghi.

Stemma della famiglia Gozzadini

Bettisia, o Bitisia, figlia di Amadore Gozzadini e Adelasia Pegolotti, secondo Ghirardacci, si sarebbe distinta fin da bambina per le sue attitudini intellettuali, preferendo lo studio all'"adoprar l'ago per cucire" e usando vestirsi da uomo fino all'età di dodici anni. Il tre giugno del 1236, «che fu l'Ecclisse di tutto il corpo solare, ella si dottorò con grandissimo fausto di tutta la Città di Bologna; & due anni continui in casa sua lesse la Instituta a più di trenta Scholari, che l’ascoltavano. Poi s'infermò, & così giacque indisposta infino all'anno 1239».

L'autore della Historia di Bologna ricorda due eventi pubblici per i quali in seguito la giurista sarebbe stata ricordata: l'elogio funebre pronunciato nel 1241, su invito del vescovo e dello Studium, in occasione della morte del vescovo Enrico Fratta, a cui, "donna famosissima", avrebbe presenziato "vestita da vedova", e l'orazione di lode da lei rivolta nel 1244 al papa Innocenzo IV, che la ricompensò con larghi doni e le fece conoscere il nipote Ottobono Fieschi, conte di Lavagna, futuro papa Adriano V.
Ghirardacci colloca la morte di Bettisia il 3 novembre 1261, quando lo straripamento del fiume Idice travolse la casa nella quale lei, altre due donne e quattro uomini avevano trovato rifugio. Il giorno del suo funerale, in segno di lutto, nello Studio non si sarebbero svolte lezioni e il famoso giurista e glossatore Odofredo, in lacrime, ne avrebbe accompagnato il corpo alla sepoltura.
Lo storico bolognese le attribuisce infine alcuni commenti dell'Instituta e due scritti, andati perduti, sull'editto L. f. ff. de negotiis gestis e sulla L. omnes populi, ff. de iustitia et iure [Digesto 1, 1, 9].

## Altre fonti

### XVI secolo

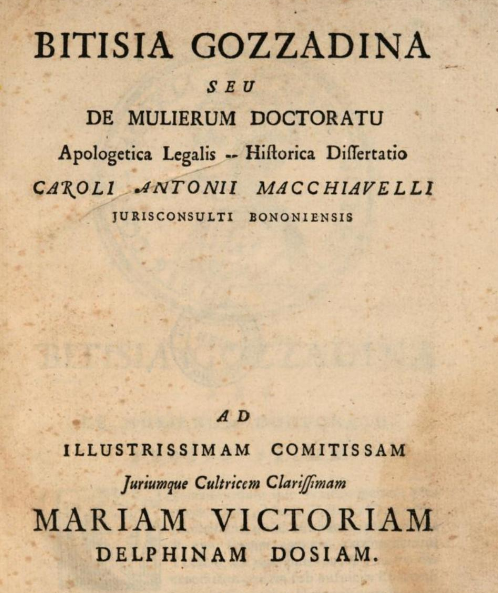
Frontespizio di Bitisia Gozzadina seu De mulierum doctoratu (1722) di Alessandro Macchiavelli

Nella Historia bononiensis scritta intorno al 1571 dallo storico Carlo Sigonio e nelle Historie di Bologna di Leandro Alberti, opere precedenti a quella di Ghirardacci, non sembra esserci traccia di Bettisia Gozzadini.

### XVII e XVIII secolo
Nel corso del Seicento la figura di Bettisia viene ricordata nella descrizione della cerimonia funebre del vescovo Enrico Fratta nelle Memorie historiche della chiesa bolognese e suoi pastori (1659) di Celso Faleoni, che così la descrive: «sempre andò vestita con habito di maschio, e rinontiando al sesso femminile, spezzò i donneschi trattenimenti, e si donò tutta allo studio delle leggi, nel quale così si approfittò, che nell'anno duodecimo di sua età ricevè con pubblico applauso et ammiratione l'honoranza del dottorato».
Le informazioni sulla giurista bolognese scritte da Ghirardacci vengono riportate fedelmente anche nella Cronologia delle famiglie nobili di Bologna (1670) di Pompeo Scipione Dolfi, ecclesiastico bolognese e cultore di araldica, e in Corona della nobiltà d'Italia, ovvero Compendio dell'istorie delle famiglie illustri (1642) di Giovanni Pietro Crescenzi Romani. Antonio Masini, nel suo Bologna perlustrata, la presenta come "dottoressa", collocata in un'ampia galleria di donne "lettrici" dello studio, come Maddalena Bonsignori, Novella e Bettina Calderini, Giovanna di Matteo Bianchetti.
Le Memorie antiche manoscritte di Bologna (1666-1730) di Anton Francesco Ghiselli, una delle cronache più autorevoli ed estese della storia di Bologna, 92 volumi la cui stesura occupò l'autore fino alla morte, comprendono una breve descrizione della laurea di Bettisia, collocata all'interno di una tradizione, tutta bolognese, di donne laureate e insegnanti.
Nel primo decennio del Settecento, un'altra fonte, Notizie degli scrittori bolognesi e dell’opere loro stampate e manoscritte (1714) di Pellegrino Antonio Orlandi, citando Ghirardacci e Dolfi, riporta una breve descrizione biografica di "Bettina, o Bettisa Gozzadini".

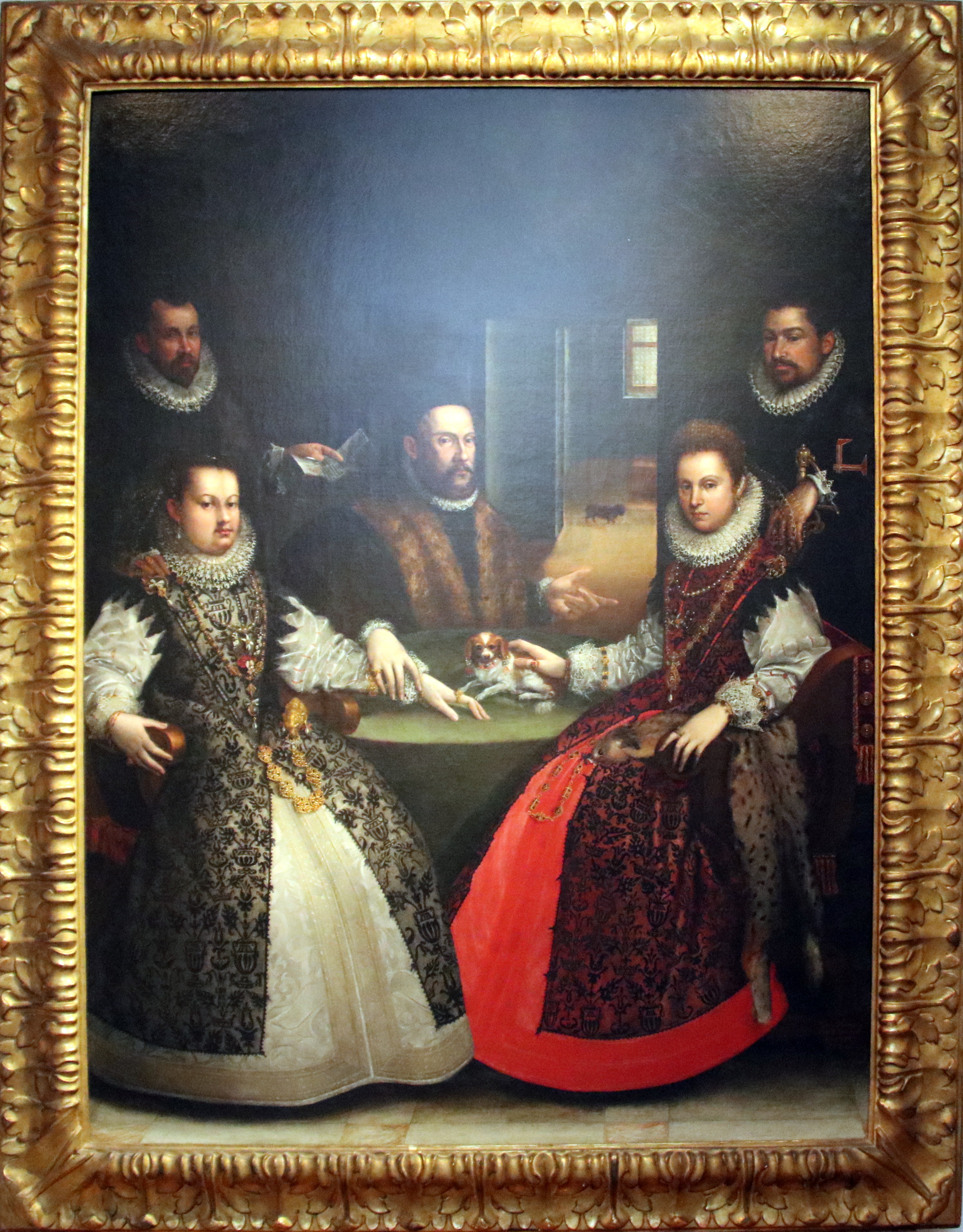
Lavinia Fontana, La famiglia Gozzadini, 1583

#### La falsificazione delle prove
Nel 1722 il giurista ed erudito Alessandro Macchiavelli si rende protagonista di un'operazione spregiudicata: interessato a promuovere il prestigio della sua città e sincero sostenitore della causa femminile, pubblica, sotto il nome del fratello Carlo Antonio, Bitisia Gozzadina seu De mulierum doctoratu apologetica legalis-historica dissertatio, un'opera dedicata alla figlia del conte Alfonso Delfini Dosi, allora impegnato ad ottenere, contro il parere del Collegio dei giuristi di Bologna, che la figlia sedicenne Maria Vittoria venisse ammessa all'esame per conseguire la laurea.
In questo scritto, nel quale rivendica la tradizione storica e la legittimità giuridica di titoli dottorali concessi a donne dallo Studium bolognese, Macchiavelli riporta esempi del passato, come quelli di Bettisia Gozzadini e delle due sorelle giuriste Novella e Bettina d'Andrea, infarciti di notizie prive di riscontri.
Nella Dissertatio compare il riferimento alla stima che avrebbero manifestato a Bettisia i noti giuristi "Jacobum Balduinum, & Archidiaconum Tancredum", definendola "nostri studii formosum monstrum"; il primo di questi maestri di diritto, definito "patruo", ne avrebbe promosso gli studi che la portarono a conseguire la laurea.
La prova decisiva che Macchiavelli fornisce per confermare la tradizione bolognese delle donne laureate e docenti è il falso calendario medievale, da lui stesso creato e scoperto, Kalendarium Honorificum Perpetuum Archigymnasii Bononiensis (1280), che riporta notizie dell'università dalle sue origini; nell'anno 1236 viene così descritta la laurea di Bettisia Gozzadini: «Hac die: A. autem S. 1236. Celeberrima D. Bithisia Filia D. Amatoris de Gozzadinis jam Doctor in iure creata die 3 Junii hujius ispius anni, cepit publice legere quam plur. Scholar, cum magna admiratione et doctrina, ut videretur portentum ad incomparabilem honorificentiam Archigymnasii».
Il suo intervento di fabbricazione di prove a favore di una tradizione accademica femminile prosegue nel 1733, quando, incaricato di curare la pubblicazione della Historiae Bononiensis di Sigonio, nel libro V aggiunge in una pagina una nota a sostegno della laurea di Bettisia Gozzadini, riportando come fonte il Calendario da lui stesso fabbricato e la Dissertatio scritta sotto il nome del fratello. Ed è a questa edizione del 1733 dell'opera di Sigonio, rimaneggiata da Macchiavelli, che si riferiscono Girolamo Tiraboschi e il politico e giornalista Alberto Mario (1825-1883), il primo per esprimere i suoi dubbi su questa fonte, il secondo per ricavare e riproporre semplicemente la notizia che Bettisia Gozzadini "incomparabile decoro dell'Archiginnasio", si laureò a Bologna il 3 giugno 1236, dove poi avrebbe insegnato.
Nel 1739 Macchiavelli, infine, "inventa" l'inesistente figura dell'anatomista Alessandra Giliani, vissuta nel XIV secolo, di cui dà conto nel suo Effemeridi sacro-civili perpetue bolognesi, scrivendo di averne avuto riscontro da una cronaca del Trecento, scritta da un certo Ranieri d'Arpinello dalla Foglia.
Nel 1784 lo storico e biografo Giovanni Fantuzzi, divenuta nota l'inattendibilità di Alessandro Macchiavelli, nel suo Notizie degli scrittori bolognesi, esprime i suoi dubbi su "ciò, che a questa Bettisia appartiene", considerando che "niuno scrittore più antico del Ghirardacci ne ha fatta menzione, e che niun altro documento di questa Donna ci rimane, fuori d'un preteso antico Calendario, finto dell'avvocato Macchiavelli". Dichiarandosi d'accordo con l'abate camaldolese Mauro Sarti, che nella sua storia dello studio bolognese ne aveva messo in dubbio l'esistenza, conclude citando Girolamo Tiraboschi, per il quale i bolognesi sarebbero ormai diventati consapevoli che il Calendario "è una solenne impostura. L'Università di Bologna troppo abbonda di vere, e indubitate lodi, perché debba curarsi delle false e dubbiose".

### XIX e XX secolo

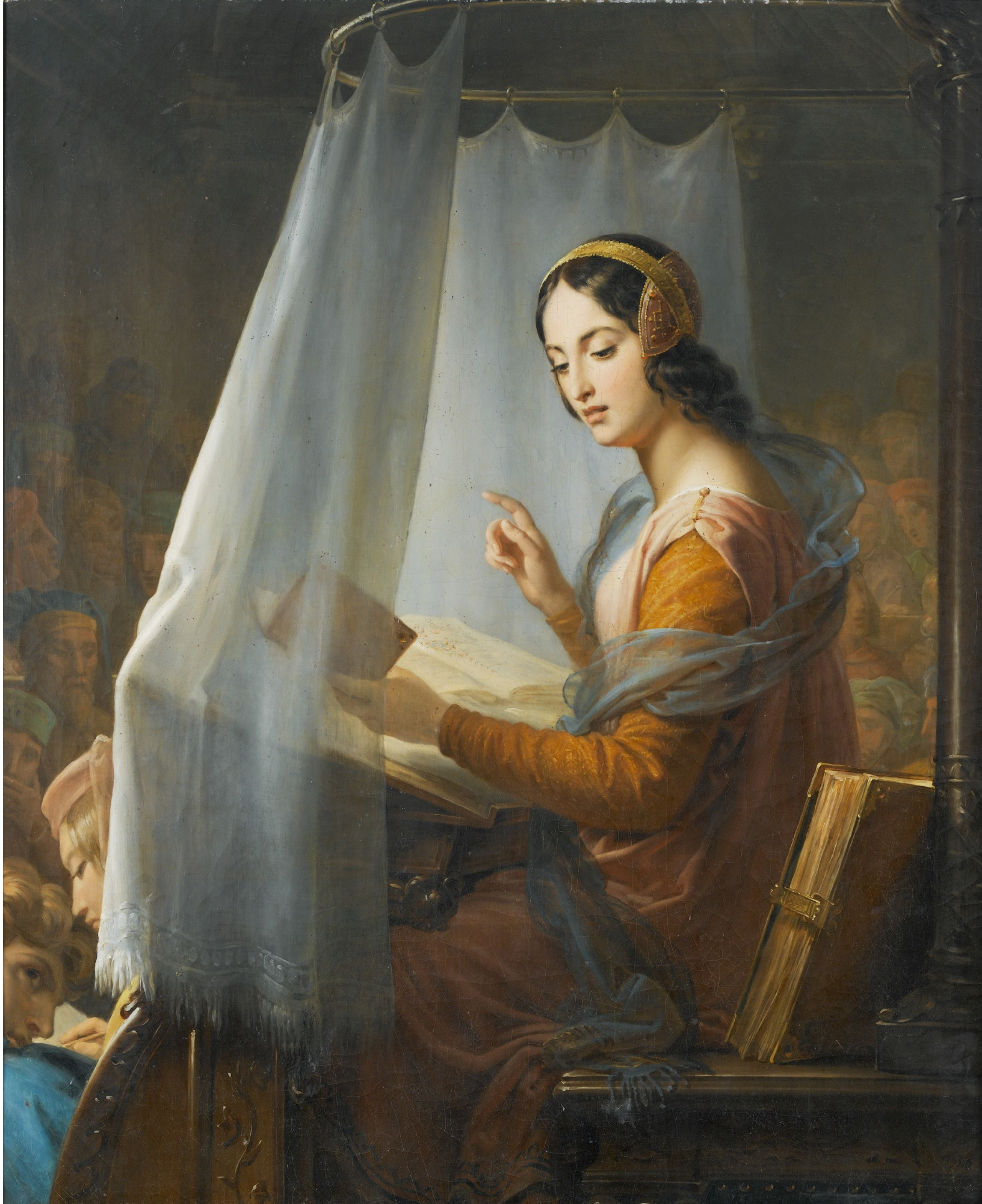
Novella d'Andrea, in un dipinto di Marie-Éléonore Godefroid

Mentre i dubbi sollevati sull'autenticità del Calendario e i giudizi di Tiraboschi trovano eco nella voce dedicata a Bettisia Gozzadini "o forse Bettina" del Dizionario biografico cronologico diviso per classi degli uomini illustri di tutti i tempi e di tutte le nazioni di Ambrogio Levati, nel corso dell'Ottocento diversi repertori sembrano ignorare le contestazioni sollevate sull'attendibilità delle fonti, alcuni riproponendo molte delle informazioni riportate da Macchiavelli.
Cesare Monari definisce Bettisia la "prima donna bolognese" salita agli onori dello Studio, dove "lesse per ventidue anni", come scriverà anche Giuseppe Guidicini (1763-1837) nell'opera pubblicata dal figlio nel 1872, nella quale, a sostegno delle informazioni biografiche riportate, citerà "il Balduino, il Dolfi, il Ghirardacci ed il Masini".
Nel periodo risorgimentale e postunitario, la maggior parte degli scritti biografici su personaggi femminili non ha pretese accademiche; pur basandosi su materiali storici, le gallerie di donne illustri si pongono il fine di collezionare esempi di virtù patriottiche. Quelli scritti da donne, come Cenni biografici e ritratti d'insigni donne bolognesi (1845) di Carolina Bonafede, che dedica alla giurista bolognese una delle diciotto biografie contenute nel libro, hanno l'obiettivo di incoraggiare le ragazze, future madri, a "formare gli italiani", presentando donne celebri del passato, dalle virtù esemplari; in questi testi l'esistenza e la biografia di Gozzadini non sono poste in discussione, ma affermate con orgoglio.
Salvatore Muzzi, nel suo Vite d'italiani illustri in ogni ramo dello scibile (1880), citando Bonafede, descrive Bettisia, definita dai suoi maestri "Giacomo Baldovino" e "Tancredi Arcidiacono", "mirabile mostro della scuola bolognese", colei che "insegnò il Diritto dalla cattedra, e passò ai posteri immortale".
Carlo Pepoli nel Discorso inaugurale per l'apertura della R. Università di Bologna del 1866 definisce le due giuriste bolognesi, Novella Calderini e Bettisia Gozzadini "lettrici di Giurisprudenza"; la galleria di Donne illustri italiane proposte ad esempio alle giovinette (1872) di Eugenio Comba, dedicata alla regina Margherita di Savoia, presenta Bettisia Gozzadini riportando in parte quanto descritto nel falso Calendario: "bolognese, che fu addottorata in legge in quella Università, ed in essa insegnò pubblicamente con grande ammirazione e dottrina nell'anno 1236, sì che parve un portento."
Un articolo dedicato alle scienziate, pubblicato dalla scrittrice e insegnante Emma Tettoni nel 1890, riporta l'attenzione al valore delle fonti, ossia alla questione da cui aveva tratto origine il rifiuto del Collegio dei giuristi di Bologna di ammettere una donna alla prova di laurea in assenza di precedenti documentati, e alla conseguente decisione di Macchiavelli, appassionato difensore del diritto delle donne allo studio, di falsificare delle prove ad hoc per dimostrare l'esistenza di una tradizione accademica femminile. Tettoni, proprio nel citare questa vicenda, riporta i nomi delle numerose donne illustri del medioevo, tra cui Bettisa Gozzadini e le due sorelle D'Andrea, la cui presenza e attività di insegnamento nelle università di Salerno e di Bologna erano state riportate in molte cronache del passato, e commenta: "Non mi pare che si possa ragionevolmente negare il fatto di una o più donne che abbiano verso quell'epoca insegnato all'Università; perché la tradizione, più ancor che la leggenda ha pur bisogno di una sottil traccia di vero su cui tessere la sua tela fantastica." In una successiva nota precisa che "i Rotuli autentici dei professori dello Studio di Bologna cominciano dal 1438; i precedenti si sono smarriti. Il Mazzetti ha attinto i nomi dei professori anteriori a quell'epoca, dalle più autorevoli fonti, com'egli stesso dice: ma ad ogni modo potrebbe averne dimenticato qualcheduno."
Nel corso del Novecento, alcuni studi, come quello di Enrico Orioli del 1911, mettono in dubbio che Bettisia, così come la "figlia del canonista Giovanna [sic] d'Andrea" abbiano mai ricevuto la laurea in legge. Pietro Addeo, nel suo Eva Togata (1939), al contrario, riporta fedelmente le notizie "fabbricate" da Alessandro Machiavelli, al quale rivolge nelle pagine del libro la sua stima.
Negli ultimi decenni del secolo, in un suo articolo Umberto Eco usa avverbi dubitativi nel tratteggiare la biografia di Bettisia, "probabilmente la prima donna ad insegnare in un ateneo", e nomina spesso il termine di "leggenda" quando riporta informazioni su di lei o su Novella D'Andrea, l'altra donna che, un secolo dopo, tenne lezioni di diritto a Bologna.

## Voci correlate

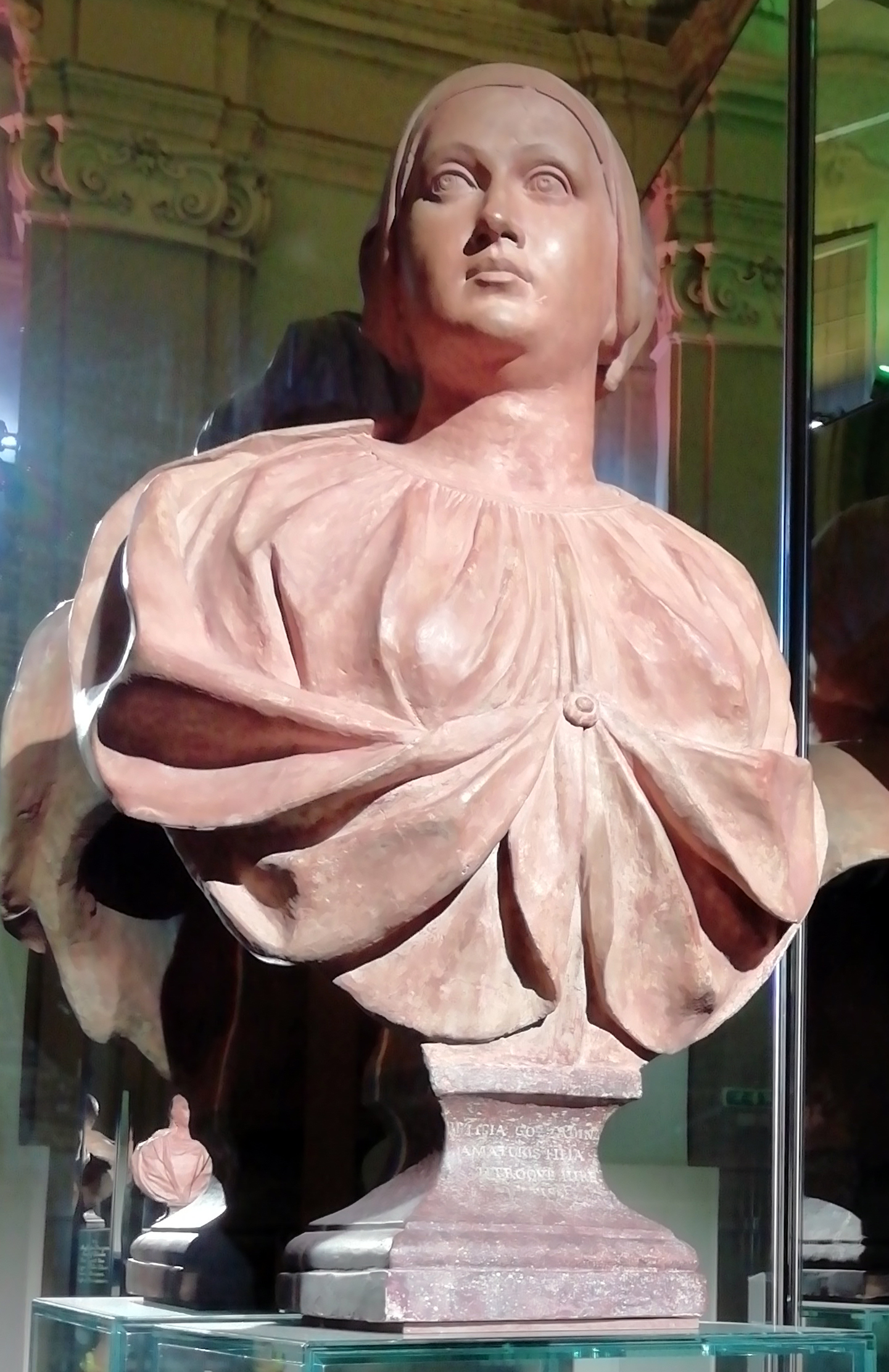
Bettisia Gozzadini, busto in terracotta dello scultore di Casa Fibbia, 1680-1690 ca.

### XXI secolo

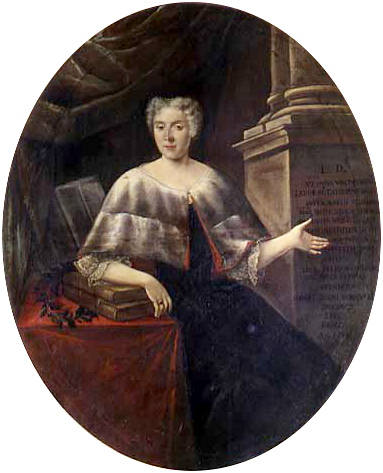
Laura Bassi in un ritratto di Carlo Vandi

Un progetto di studio avviato nel 2015 dalla ricercatrice statunitense Paula Findlen sulla presenza femminile nelle università bolognesi dal XIII al XVIII secolo evidenzia l'insufficienza, l'imprecisione e la contraddittorietà della documentazione relativa alla tradizione di donne bolognesi attive nell'Università come laureate, lettrici, titolari di una cattedra o di un insegnamento. L'approfondimento della figura di Alessandro Macchiavelli, falsificatore di fonti sulle donne laureate, avrebbe permesso alla studiosa di portare alla luce il dibattito sulle fonti storiche, sorto tra i membri del Collegio di Giurisprudenza che nel 1722 dovevano dare una risposta alla richiesta di ammissione alla prova di laurea avanzata dal conte Delfini Dosi per la figlia adolescente.
Secondo Findlen, gli studiosi non avrebbero trovato tracce di lauree o di insegnamenti assegnati a donne nel passato nell'archivio universitario. Consultando altri repertori, come l’elenco dei laureati bolognesi in diritto civile e canonico tra il 1000 e il 1620 pubblicato da Giovanni Nicolò Pasquali Alidosi, avrebbero riscontrato l'esistenza di lauree assegnate a diversi Gozzadini, ma non a Bittisia, che, in assenza di prove, divenne un precedente controverso. In mancanza di una documentazione valida e verificabile, essi avrebbero deciso di rifiutare l'ammissione alla prova di laurea a Maria Vittoria Delfini Dolfi, confermando "le tradizioni legali e scritturali che vietavano alle donne di esercitare la professione legale e di insegnare pubblicamente".
La tradizione di donne accademiche bolognesi, lunga cinque secoli, di cui le cronache avevano indirettamente dato testimonianza, non venne ritenuta sufficiente, e con esse fu rifiutata la difesa avanzata da Alessandro Machiavelli, che nella sua Dissertatio aveva opposto "l'autorità di tanti secoli, tante sagge tradizioni e la stessa opinione comune" alla pretesa di prove documentali (prove che successivamente avrebbe appositamente fabbricato per sostenere la sua tesi dell'avvenuto conferimento, nel passato, di lauree femminili).
Findler ritiene che l'esistenza di Bettisia Gozzadini, così come di qualsiasi altra donna affiliata all'Università di Bologna menzionata prima di Laura Bassi - della cui laurea nel 1732 esistono prove certe - rappresenti un enigma storico per i sostenitori dell'istruzione femminile nel XVIII secolo, non esistendo certezze che lei e le altre donne accademiche siano state un precedente o una leggenda, pur comparendo la biografia di Bettisia in numerose cronache ed enciclopedie italiane "dove molti dettagli della sua vita, come era immaginata, furono concretizzati".

## Riconoscimenti
Nel corso dei secoli la figura di Bettisia Gozzadini è stata più volte celebrata e portata ad esempio. 
Un suo busto, un tempo conservato a Palazzo Felicini-Fibbia, fa parte del ciclo di dodici sculture in terracotta di donne bolognesi illustri raffigurate dallo scultore di Casa Fibbia (1680-1690 ca.) ed oggi esposte nella Sala dell Cultura del Museo della storia di Bologna a Palazzo Pepoli.
A Bologna una rotonda porta il suo nome.